# 胡松华
胡松华（1930年12月—），男，满族，北京人，中华人民共和国歌唱家、词曲作家。

## 生平
胡松华1932年1月生于北平一个旗人家庭。父亲是国画家兼中医。胡松华自幼学习国画。上中学时，胡松华便受到革命思想影响，学校的音乐老师就是中共地下党员，胡松华乃一直向往赴解放区。1949年北平和平解放后，胡松华随即报考华北大学（吴玉章任校长。胡松华认为，只有在华北大学才能学到正宗的马列主义及革命道理。1949年6月，胡松华带着一支画笔来到华北大学所在的河北正定。在校期间，胡松华参加了华北大学的文工队，经常演戏。同年毕业分配时，北京的华北大学第三部文工团派员选了胡松华等十个人，到华北大学第三部文工团工作。
1952年，胡松华入中央民族歌舞团任独唱演员。1962年至1965年，任中央民族歌舞团艺术委员会副主任，兼合唱队队长。其间，1964年，在大型音乐舞蹈史诗《东方红》中，胡松华任独唱。他还为电影《阿诗玛》中的男主角配唱了全部唱段。1965年，他任歌剧《阿依古丽》中的男主角。1972年，任中央乐团独唱演员。
后来，他成为中国交响乐团一级演员。获国务院特殊津贴。他是中华民族团结进步协会常务理事，第四届至九届的全国政协委员，兼任中国民族声乐学会副会长。

## 作品
他擅长的曲目有《赞歌》、《美丽的草原我的家》、《塔吉克牧人之歌》、《上去高山望平原》等等。

## 家庭
胡松华为家中长子。有二弟胡宝善。
- 父：胡裕徵[3]
- 二弟：胡宝善，歌唱家。[3]
  - 侄子：胡军，胡宝善之子，知名影视演员。[3]